# ドアコック
ドアコックは、鉄道車両やバスなどの自動ドアを非常時に手動で開けるために装備されている機器。「非常ドアコック」、「Dコック」とも呼ばれる。

## 概要
鉄道・バス車両において、自動ドアを装備する車両には必ず設置されている。自動ドアの開閉には空気圧または電気を使用している。通常の状態では人力で押し開けることは困難であるが、ドアコック（またはスイッチ）は、この開閉用機構（ドアエンジン）の空気や電気の回路を開放することで、人力でのドア開閉を可能とする装備である。緊急時には、非常用にドアコックを操作することにより、車内、車外からドアを手で開けることが可能となり、避難、脱出の一助となる。その他、ドアに挟み込まれた際にドアコックを操作して開閉回路を開放することにより、圧縮空気及び電気動力をカットして救出する場合にも使われる。

## 設置場所

### 鉄道車両
各車両の乗降用扉脇の座席下や扉上部に設置されており、丸印に三角マークが記され、座席下のドアコックがある穴については赤枠で囲まれている。また、車端部や乗務員室には、当該車両の全ての扉に対して有効なドアコックが装備されている。また、車外にも非常用ドアコックが設置されており、設置場所には三角マークが記されている。
鉄道車両難燃化基準においてはドアコックについても言及されており、旅客が操作するものについては操作要領およびむやみに車外に出ないようにまた係員の指示に従うよう表記することが定められている。
緊急用の設備であるため、非常時以外に使用すると鉄道営業法（新幹線の場合は新幹線特例法）により罰せられる。尚、直近では乗客が列車走行中に非常用ドアコックを操作し、列車から飛び降りたり、列車を止めて威力業務妨害罪で逮捕されるケースも発生している。最近、JRの東海道・山陽新幹線や北陸新幹線では、列車の速度が時速5 km以上となると非常用ドアコックをロックする機能を追加し、走行中の悪戯などを不可能としている。また、現在の新幹線車両では車内出入口付近を防犯カメラで監視している。また、列車がオーバーランしたなどで停車中に非常用ドアコックを操作してホーム上に降りることも遅延行為につながる。

#### 歴史
1951年（昭和26年）4月24日に起きた桜木町国電火災事故で、桜木町駅の運転士・車掌ともに、ドアコックの位置を知らなかったため、扉を外部から手で開けることもできず、大惨事となる一因を作ってしまった。
その後、一般の乗客が非常時にドアを開けられるようにした「非常用ドアコック」が広く導入される運びとなったが、ドアコックを導入したことによる弊害も大きかった。
1962年（昭和37年）5月3日に常磐線三河島駅構内で起きた三河島事故が、その大きな例である。最初に貨物列車と電車が衝突した後、多くの電車の乗客が先述の桜木町事故の教訓を生かして整備されたドアコックを使って列車外に避難した。その後、上野行きの電車が構内に進入し、線路上に降りていた乗客を巻き込んだ事により多くの死者を出した。この二つの事故は国鉄戦後五大事故として現在まで語り継がれている。

#### 鉄道における特殊な利用法

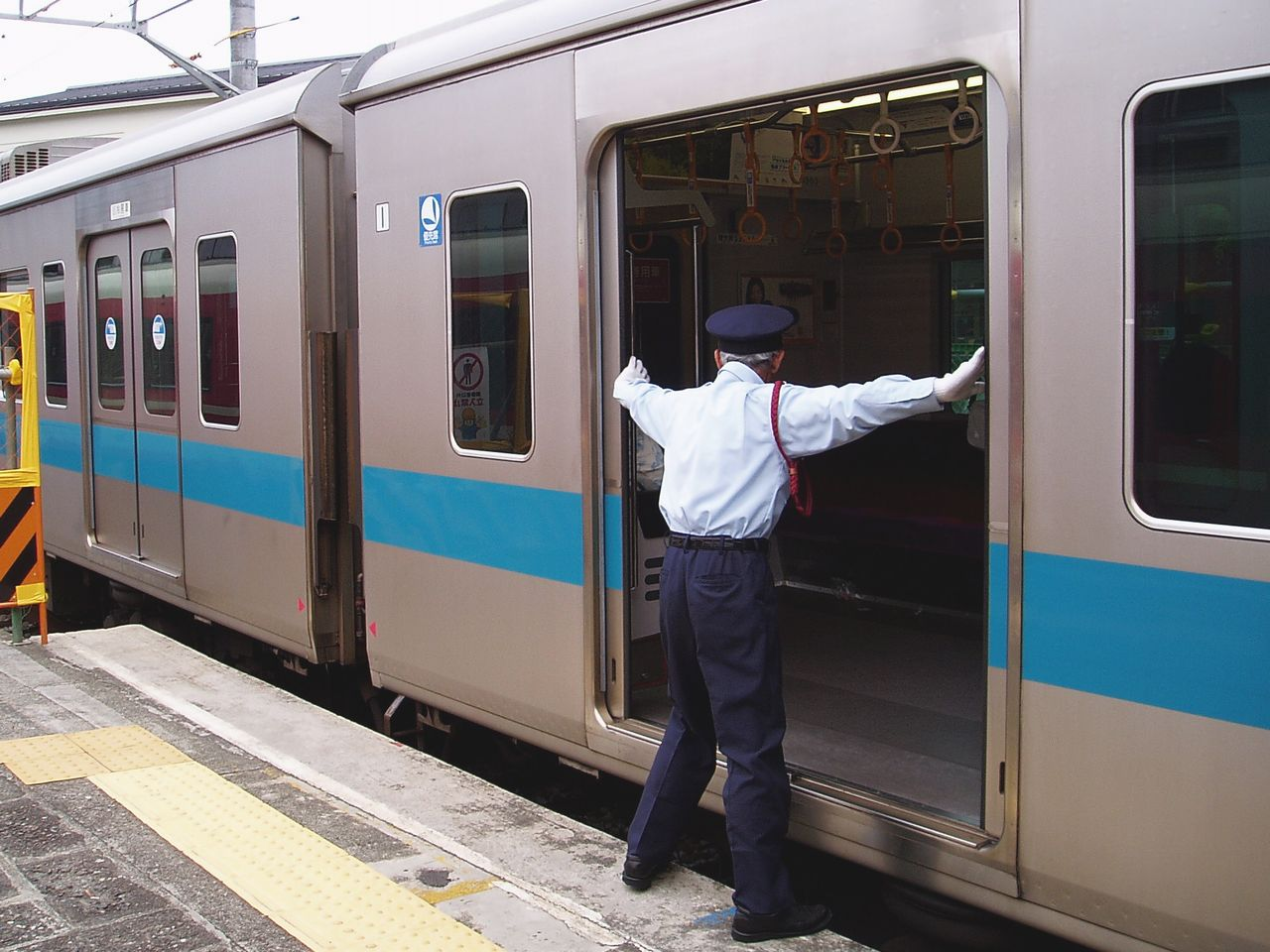
非常用ドアコックによるドアの開け閉めをしていた風祭駅（現在は取り扱い廃止）

駅において列車の全てのドアを開けないドアカットを実施している場合に、その車両に開けるドアを選択する装置が設置されていないときは、係員がドアコックを操作して手動でドアを開けるということが行われることがある。
例えば、箱根登山鉄道（現：小田急箱根）の風祭駅ではホームが短いため（現在はホームが延長されたため扱っていない）、またホームライナーや「モーニング・ウィング号」「イブニング・ウィング号」では改札係を配置し乗降を取り扱うドアを限定するが、ドア扱いする車両を選択できない車両を使用するため、上記操作を行う。また吉岡海底駅・竜飛海底駅では、青函トンネルの海底駅見学客しか乗降が許されない上、ホームの構造上乗降出来る車両が限られていたため、かつては見学者専用の車両のみ非常用ドアコックを使用してドアの開閉を行っていた。
そのほか、車両基地でのイベント時などに、乗務員用通路から乗客を下ろすときに使用することがある。

### バス車両

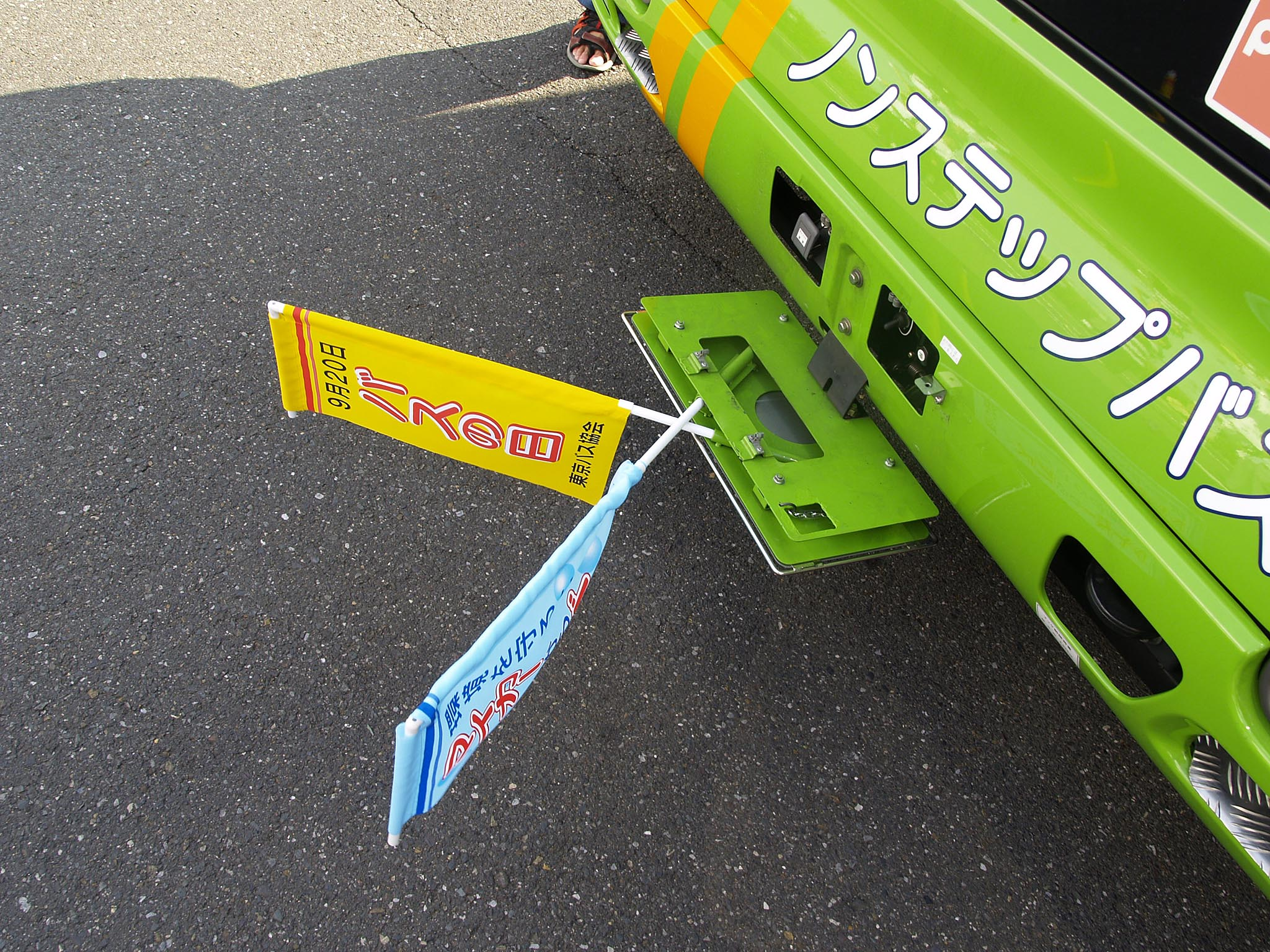
日野・ブルーリボンシティのナンバープレートの内側に設置されているフロントドアコック

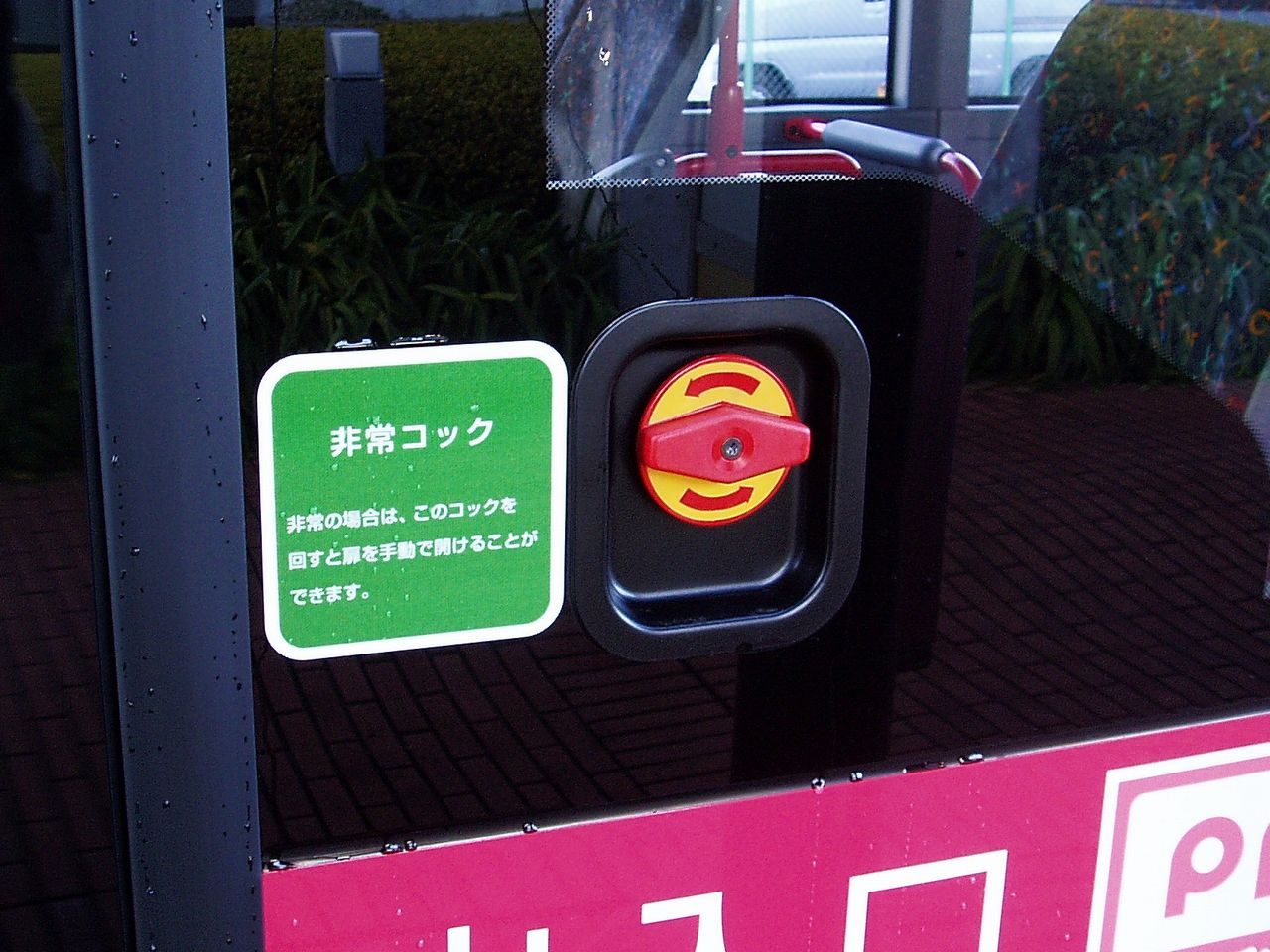
メルセデス・ベンツ・シターロの乗降扉脇車外に設置されている非常用ドアコック

通常、バスの非常口は乗降用扉のない側に設けられており、日本のバスでは、右側後部か中央、あるいは背面（車体後面）に設置される（ボンネットバスと2階建てバスは背面についているものが多い）。バスの非常口の開閉には空気や電気は使われておらず、鉄道車両のドアコックのように見える赤いカバーに収まるレバーは、非常口の鍵をはずすインナードアハンドルであり、コックの機能はない。アウタードアハンドルは非常口の外側（車外）の脱落式の小窓（クラッカープレートの一種）の中にある。
鉄道車両と同様のドアコックは、乗降用の自動ドアのドアエンジン付近にある。非常の際に車内のコックやスイッチを操作することで、空気または電気の回路を遮断し、ドアを手で開けることができる。前ドアのコック（またはスイッチ）には車内のほか、車外からの操作を可能とした鍵付きの小扉（乗用車の給油口扉 = ガスリッドに似る）があり、乗務員が車両を離れる、または乗り込む際、ドアエンジンを使って扉を開閉する場合に使われる。
日本の法規上は、幼稚園バスを含め定員11名以上のバスは外部より非常口、バックドア、乗降口のいずれかを外部より開錠し開けることが出来る構造としなければならない。このためのドアコックは、破壊式カバーや赤レバーとなっている例が多いが、一部の輸入車両ではドア脇の目立つ位置に設置されている車種もある。安全運行のため、非常時以外はみだりにドアコックに触れてはならない点は鉄道の場合と同様である。